# 島牧中継局
島牧中継局（しままきちゅうけいきょく）は、北海道島牧村豊岡の歌島高原に置かれている中継局である。

## 概要
- 島牧村は個別でアンテナを設置していない。国道沿いなどに等間隔でUHFアンテナを3本程度設け、共同視聴で視聴されている。

## 放送概要

### アナログテレビジョン放送送信設備
| チャンネル | 放送局名             | 空中線 電力       | ERP            | 放送対象地域                                     | 放送区域 内世帯数 | 偏波面   |
| ---------- | -------------------- | ----------------- | -------------- | ------------------------------------------------ | ----------------- | -------- |
| 36         | TVh テレビ北海道     | 映像10W/ 音声2.5W | 廃局により不明 | 北海道                                           | 約800世帯         | 水平偏波 |
| 48         | UHB 北海道文化放送   | 映像10W/ 音声2.5W | 廃局により不明 | 北海道                                           | 約800世帯         | 水平偏波 |
| 50         | NHK 札幌Eテレ        | 映像10W/ 音声2.5W | 廃局により不明 | 全国放送                                         | 約800世帯         | 水平偏波 |
| 52         | NHK 札幌総合         | 映像10W/ 音声2.5W | 廃局により不明 | 石狩・空知 （滝川市以南）・後志 （黒松内町以外） | 約800世帯         | 水平偏波 |
| 57         | HBC 北海道放送       | 映像10W/ 音声2.5W | 廃局により不明 | 北海道                                           | 約800世帯         | 水平偏波 |
| 59         | STV 札幌テレビ放送   | 映像10W/ 音声2.5W | 廃局により不明 | 北海道                                           | 約800世帯         | 水平偏波 |
| 62         | HTB 北海道テレビ放送 | 映像10W/ 音声2.5W | 廃局により不明 | 北海道                                           | 約800世帯         | 水平偏波 |

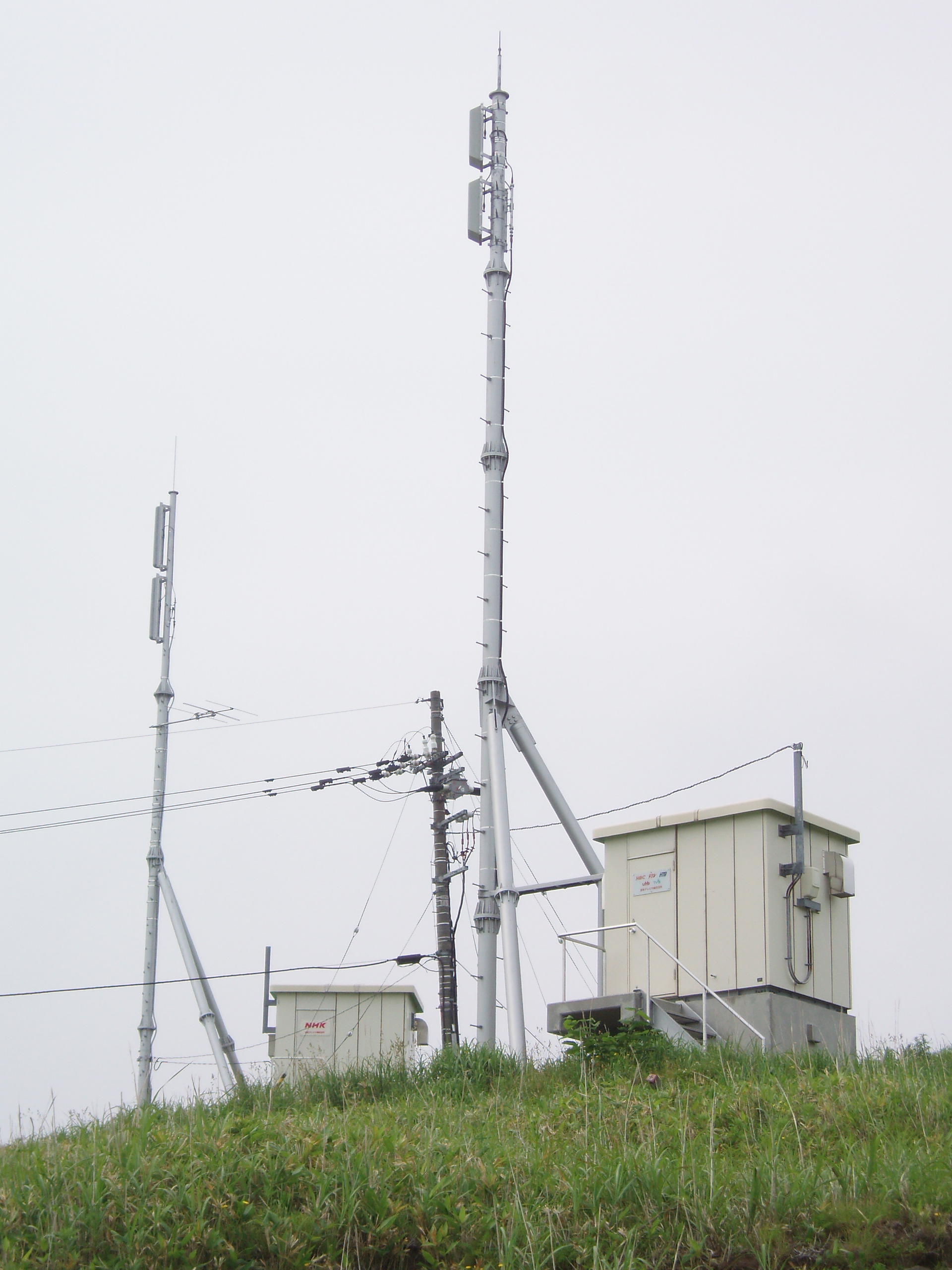
送信設備（左がNHK札幌局・
右が民放）

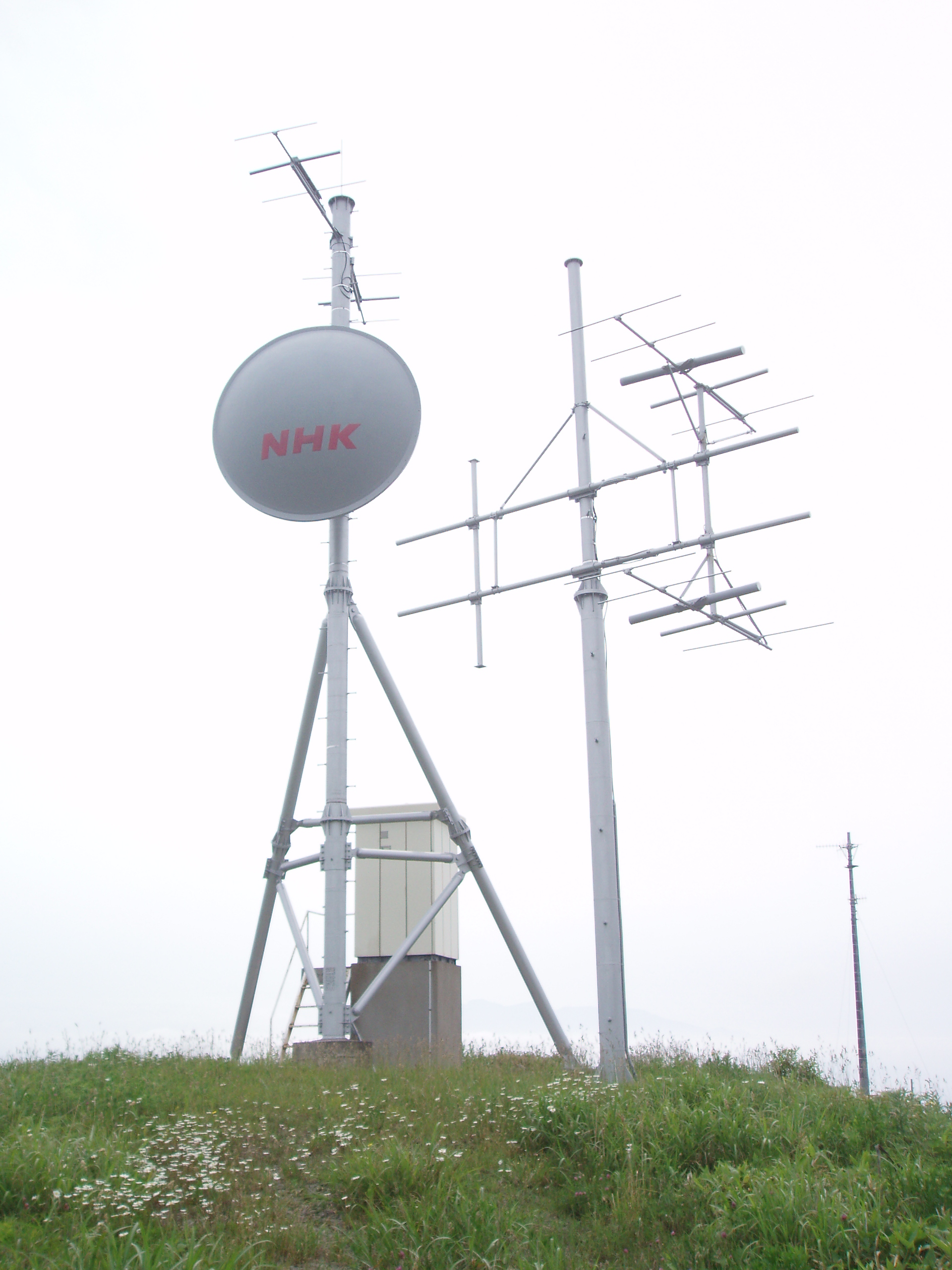
NHK札幌局の受信設備

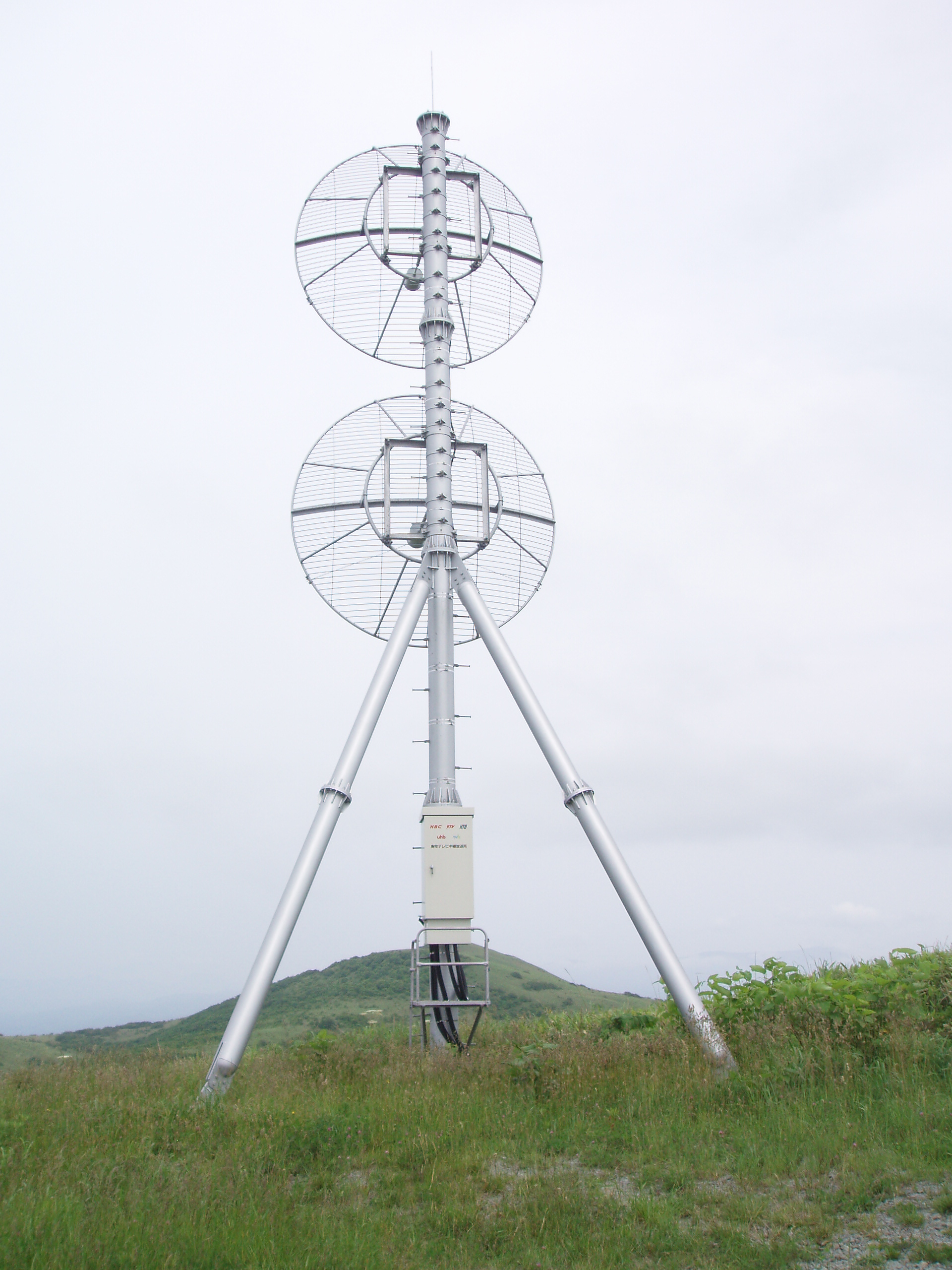
民放五社の受信設備

- 地デジは2010年に開局する予定だったが、ケーブルテレビによる送信施設が2009年4月1日に開局したため、今後はケーブルテレビによりカバーされる（NTT東日本テレビCM「島牧村・ガラスボード篇」で紹介。）。そのため、アナログテレビ中継局は直接受信している世帯が皆無となったことから、2009年11月16日をもって廃局。民放各局は完全に中継局の運用を終えたが、NHKは次項にあるFM放送単独中継局の施設として存続。
- 基本的にはニセコ中継局から中継されているため、音声多重放送で視聴可能。ただし、局によっては函館送信所の管轄下にある局もあるため、一部では音声多重放送は実施されていなかった。
- TVhはかつて46chで放送されていたが、地上デジタルテレビ放送（地デジ）開始によるアナアナ変換に伴って、2005年6月から現在のチャンネルで放送されていた。

### FMラジオ放送
| 周波数 （MHz） | 放送局名   | 空中線 電力 | ERP   | 放送対象地域                                     | 放送区域 内世帯数 | 偏波面   |
| -------------- | ---------- | ----------- | ----- | ------------------------------------------------ | ----------------- | -------- |
| 85.7           | NHK 札幌FM | 10W         | 14.5W | 石狩・空知 （滝川市以南）・後志（ 黒松内町以外） | 不明              | 水平偏波 |

- AIR-G'、NORTH WAVEは設置されていない。

## 放送エリア
- 島牧村全域。